# Paul Richard Thomann

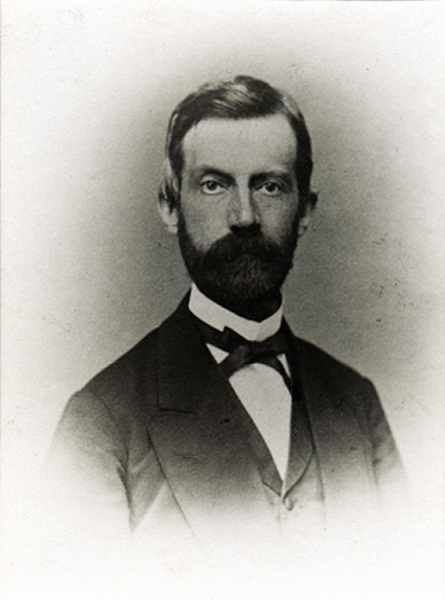
Paul Richard Thomann

Paul Richard Thomann (* 31. Januar 1827 bei Sprottau, Niederschlesien; † 1873 in Bonn) war ein deutscher Architekt und Baubeamter. Er war der erste fest angestellte kommunale Beamte der Stadt Bonn im 19. Jahrhundert. Seine Planungen zur südlichen Stadterweiterung Bonns beeinflussten anfänglich die Entwicklung des heute größten zusammenhängenden Gründerzeit-Stadtviertels in Deutschland.

## Leben
Thomann besuchte ein Gymnasium in Görlitz und die Berliner Gewerbeschule und absolvierte anschließend eine Ausbildung als Feldmesser bei der Berlin-Hamburger-Eisenbahn-Gesellschaft. 1846 wurde er vor der königlichen Ministerial-Bau-Kommission in Berlin vereidigt und arbeitete dann kurzzeitig als Vermesser in Schlesien, bevor er drei Jahre lang an der Berliner Bauakademie studierte und sie – nach einem zwischenzeitlichen Praktikum an der Dresdener Kunstakademie – 1854 mit der Baumeisterprüfung (dem zweiten Staatsexamen im Baufach) abschloss. Im gleichen Jahr bewarb er sich in Bonn um die erstmals zu vergebene Stelle eines hauptamtlichen Stadtbaumeisters und wurde im April 1854 auf Anregung von Bürgermeister Leopold Kaufmann bzw. auf Druck des Kölner Regierungspräsidenten vom Magistrat der Stadt ab Frühjahr 1855 als Kommunal- und Stadtbaumeister, zunächst auf sechs Jahre befristet, eingestellt. Von 1856 bis 1863 wohnte Thomann in der Villa Poppelsdorfer Allee 31.

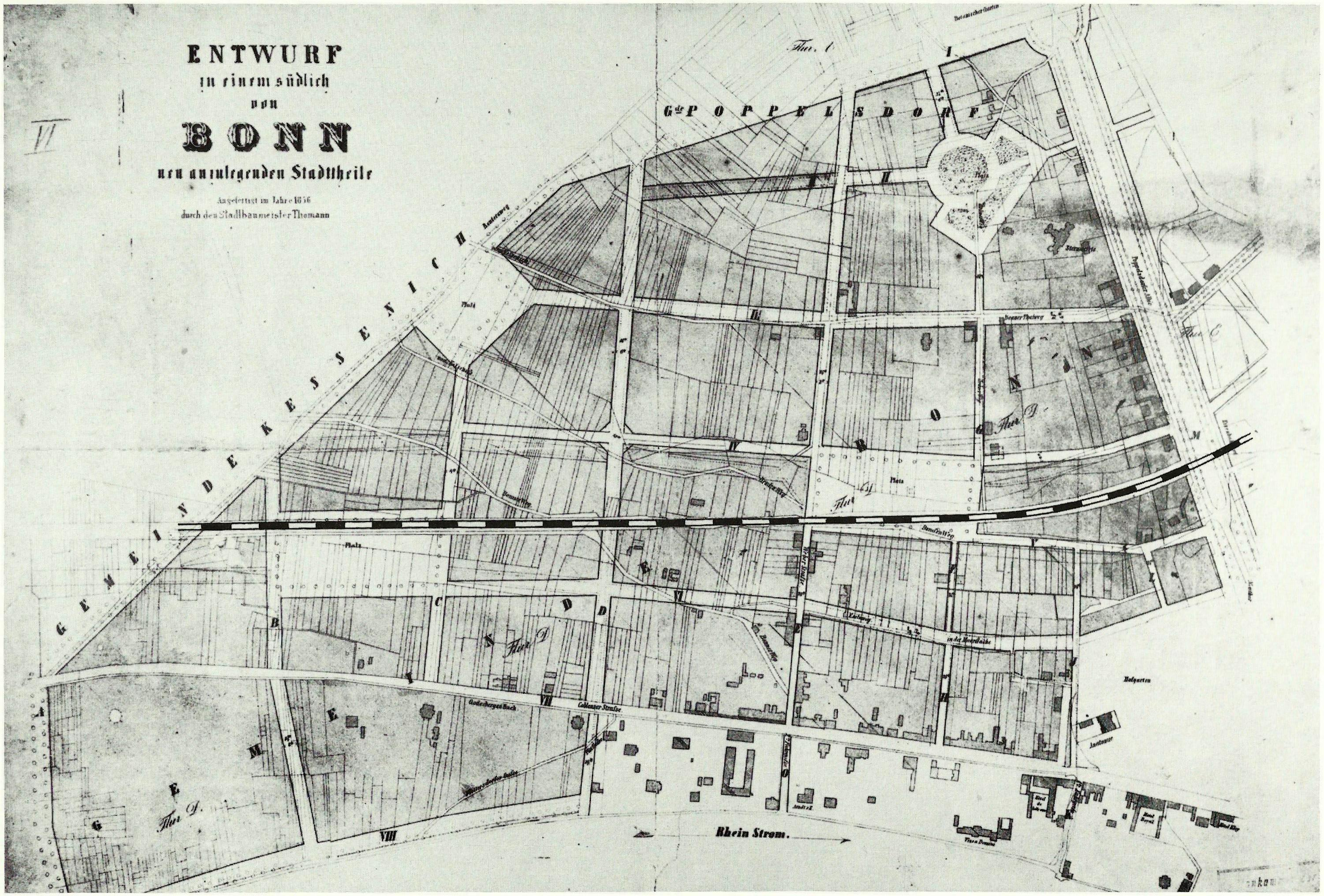
„Thomann-Plan“ von 1856

Zur bedeutendsten Aufgabe im neuen Amt wurde für Thomann die Erstellung des Bebauungsplans für eine südliche Stadterweiterung. Zwar hatte die Stadt Bonn auch innerhalb der Stadtmauern genügend Bebauungsraum, doch die landschaftlich reizvollen Grundstücke entlang des Rheinufers und vor den südlichen Toren der Stadt wurden für das wohlhabende Bürgertum Bonns zunehmend interessanter. Daher sah sich die Stadt Mitte des 19. Jahrhunderts gezwungen, einen Bebauungsplan aufzustellen, um die ausufernde Siedlungstätigkeit zu ordnen. 1856 stellte Thomann die erste Fassung eines „Entwurfs zu einem südlich von Bonn neu anzulegenden Stadttheile“ vor, der als „Thomann-Plan“ bekannt wurde. Thomann ließ sich dabei von städtebaulichen Leitbildern der Zeit um 1840 leiten: „Ziel der Planung war ein weitgehend orthogonales Straßenraster unter Einbeziehung der vorhandenen Hauptwegeverbindungen.“ Der Plan wurde nach einer Überarbeitung am 5. Mai 1859 von der königlichen Regierung in Berlin genehmigt. Da er von der Stadt nie ausgelegt wurde, erlangte der Plan zwar keine offizielle Gültigkeit, galt jedoch bis in die 1860er Jahre hinein als städtebauliche Leitlinie. Erst 1873 – wenige Monate nach dem Ausscheiden Thomanns im November 1872 – wurden die Planungsziele offiziell aufgegeben, da juristische und finanzielle Schwierigkeiten eine vollständige Umsetzung verhinderten, sich aber auch die städtebaulichen Vorstellungen verändert hatten.
In seiner Tätigkeit als Stadtbaumeister fertigte Thomann zahlreiche Entwürfe für kleinere Baumaßnahmen. So war er 1860 mit dem Bau eines Leichenhauses und eines kleineren Anbaus an das Ägidiushospital am Münsterplatz betraut und ab 1867 für die Umbaumaßnahmen am Jakobushospital verantwortlich. Außerdem war er an der Vorbereitung der Münsterrestaurierung und an dem Bau des Landgerichts beteiligt. Auch seine Planung für ein neues Pfarrhaus der Stiftskirche an der Kasernenstraße, das mit seiner detailreichen neogotischen Architektur noch heute den Kreuzungsbereich von Stiftsgasse und Kasernenstraße prägt, wurde ausgeführt.
In seiner Tätigkeit als Kommunalbaumeister der Gemeinden des Kreises Bonn entwarf Thomann zwischen 1856 und 1872 18 Schulgebäude, die vor allem kleine Dorfschulen waren. Dabei orientierte sich der Architekt vor allem an den „Bauausführungen für niedere Bauaufgaben“ genannten Mustervorlagen der Berliner Bauakademie. Weitgehend übernommen wurden von ihm auch die dort veröffentlichten Entwürfe für Pfarrhäuser der evangelischen Gemeinden Bonn und Godesberg. Eigenständige Entwürfe konzipierte er für die katholischen Pfarrkirchen in den Gemeinden Plittersdorf (1871), Mehlem (1861–1862) und Duisdorf (1860–1862). Zu den weiteren Bauprojekten Thomanns in den Landgemeinden des Kreises Bonn zählen ein Gefängnis in Bad Godesberg und ein Lehrerinnenheim in Vilich.
Thomann war auch für private Auftraggeber als Architekt tätig: So begann er Anfang der 1860er Jahre mit der Planung und Ausführung von Wohnhäusern an der heutigen Ecke Thomas-Mann-Straße / Noeggerathstraße, an der Meckenheimer Allee und an der Poppelsdorfer Allee, wo er das Doppelwohnhaus Nr. 26/28 für sich und den damaligen Bonner Bürgermeister Leopold Kaufmann errichtete. Mitte der 1860er Jahre folgten Villenbauten an der Weberstraße und am Rheinufer, darunter die Villa Prieger. Die innerstädtischen Wohnhäuser mit oftmals blockhaftem Baukörper sind geprägt von klassizistischer Ausführung und Verwendung von gotischen Bauformen zur Auflockerung.
Am 14. November 1872 schied Thomann aus gesundheitlichen Gründen aus dem Amt aus. Er starb nur wenige Monate später 1873 und wurde auf dem Alten Friedhof Bonn beigesetzt. Die Grabstätte besitzt eine Holz-Pergola und wurde 2011 restauriert. Aus Thomanns Nachlass sind 170 Bauzeichnungen enthalten, die lange Zeit unentdeckt blieben und sich seit 2004 im Bestand des Bonner Stadtarchivs befinden.

## Bekannte Schüler
Zu Thomanns Schülern in Bonn gehörte 1859 der später selbstständige Architekt und Architekturhistoriker Paul Laspeyres.

## Werke
- Karte mit allen Koordinaten der Werke:
- OSM |
- WikiMap

### Bauten in Bonn
| Bauzeit      | Ortsteil     | Adresse                                                             | Bild           | Objekt                                                         | Maßnahme                                | Anmerkungen                                                                |
| ------------ | ------------ | ------------------------------------------------------------------- | -------------- | -------------------------------------------------------------- | --------------------------------------- | -------------------------------------------------------------------------- |
| 1850er-Jahre | Südstadt     | Weberstraße 57 50° 43′ 34″ N, 7° 6′ 13″ O                           |                | Villa                                                          | Neubau (Bauherr: Wilhelm Ludwig Krafft) | Denkmalschutz                                                              |
| 1855         | Bonn-Zentrum |                                                                     |                | Katholisches Gesellenhospiz                                    | Neubau                                  |                                                                            |
| 1856         | Südstadt     | Coblenzerstraße 1                                                   |                | Hotel Kley                                                     | Erweiterung eines Hof-/Seitengebäudes   | 1906 abgebrochen                                                           |
| 1856–1857    | Bonn-Zentrum | Windeckstraße 50° 44′ 4″ N, 7° 5′ 53″ O                             |                | Pfarrschule von St. Martin („Knaben-Münsterschule“)            | Neubau                                  | 1944 kriegszerstört                                                        |
| 1856–1859    | Südstadt     |                                                                     |                | südliche Stadterweiterung (heute: Südstadt)                    | Bebauungsplan                           | teilweise umgesetzt                                                        |
| 1857–1859    | Bonn-Zentrum | Wilhelmstraße 21 50° 44′ 16″ N, 7° 5′ 51″ O                         | weitere Bilder | Landgericht Bonn                                               | Neubau                                  | Bauausführung nach einem Entwurf von Carl Ferdinand Busse                  |
| um 1858      | Bonn-Zentrum | Kasernenstraße 52/52a/52b 50° 44′ 18″ N, 7° 5′ 56″ O                | weitere Bilder | Pfarrhaus der Stiftskirche                                     | Neubau                                  | Denkmalschutz                                                              |
| 1860         |              |                                                                     |                | Leichenhäuser                                                  | Neubau                                  |                                                                            |
| 1860         | Bonn-Zentrum | Ecke Remigiusstraße/Münsterplatz 50° 44′ 2″ N, 7° 6′ 1″ O           |                | St.-Aegidius-Hospital                                          | Erweiterung durch einen Anbau           | 1898 abgerissen                                                            |
| 1860/1861    | Bonn-Zentrum | Noeggerathstraße 1 / Thomas-Mann-Straße 50° 44′ 4″ N, 7° 5′ 41″ O   |                | Wohnhaus                                                       | Neubau                                  |                                                                            |
| 1860/1861    | Bonn-Zentrum | Thomas-Mann-Straße 44a / Noeggerathstraße 50° 44′ 5″ N, 7° 5′ 41″ O | weitere Bilder | Wohnhaus                                                       | Neubau                                  | Denkmalschutz                                                              |
| 1860–1862    | Duisdorf     | Kirchplatz 50° 42′ 49″ N, 7° 2′ 50″ O                               | weitere Bilder | Katholische Pfarrkirche St. Rochus                             | Neubau                                  | 1956 durch Johannes Baptist Kleefisch erweitert, Denkmalschutz             |
| 1861–1863    | Mehlem       | Mainzer Straße 178 50° 39′ 40″ N, 7° 11′ 30″ O                      | weitere Bilder | Katholische Pfarrkirche St. Severin                            | Neu-/Umbau                              | Denkmalschutz                                                              |
| 1862         | Bonn-Zentrum | Vogtsgasse                                                          |                | Torwärterhäuschen                                              | Entwurf                                 | nicht ausgeführt                                                           |
| 1862         | Bonn-Zentrum | nördliches Ende der Rheinwerft                                      |                | Torwärterhäuschen                                              | Entwurf                                 | nicht ausgeführt                                                           |
| 1864–1866    | Gronau       | Raiffeisenstraße 2–4 50° 43′ 26″ N, 7° 6′ 56″ O                     | weitere Bilder | Villa Prieger                                                  | Neubau                                  | kriegszerstört, Wiederaufbau 1996–1999 mit moderner Fassade; Denkmalschutz |
| um 1865      | Weststadt    | Poppelsdorfer Allee 26/28 50° 43′ 50″ N, 7° 5′ 54″ O                |                | Doppelwohnhaus (Bauherren: P. R. Thomann und Leopold Kaufmann) | Neubau                                  | Nr. 28: Denkmalschutz                                                      |
| 1867         | Bonn-Zentrum | Ecke Friedrichstraße/Kesselgasse 50° 44′ 11″ N, 7° 5′ 59″ O         |                | Jakobushospital                                                | Umbau                                   | Fassade in Teilen an der Breiten Straße erhalten                           |
| 1867         | Bonn-Zentrum | Neutor                                                              |                | Wohnhaus mit Torwärterhäuschen                                 | Neubau                                  | Planungen, nicht ausgeführt                                                |
| um 1868      | Weststadt    | Meckenheimer Allee 164 50° 43′ 36″ N, 7° 5′ 33″ O                   |                | Wohnhaus                                                       | Neubau                                  | Denkmalschutz                                                              |
| 1870         | Südstadt     | Coblenzerstraße 17                                                  |                | Villa Schaaffhausen                                            | Umbau und Erweiterung                   | kriegszerstört                                                             |
| 1870         | Lannesdorf   | Deutschherrenstraße 206 50° 39′ 53″ N, 7° 10′ 15″ O                 |                | Schule Lannesdorf (s. u.)                                      | Neubau                                  | Schulbetrieb bis August 1969, danach Abbruch, Neubau der Feuerwehr         |
| 1871         | Plittersdorf | Von-Sandt-Ufer 50° 42′ 3″ N, 7° 9′ 57″ O                            |                | Katholische Pfarrkirche St. Evergislus                         | Neubau                                  | Denkmalschutz                                                              |

### Bauten außerhalb von Bonn
| Bauzeit   | Ort                                    | Adresse                                      | Bild | Objekt                                                                                  | Maßnahme               | Anmerkungen                                           |
| --------- | -------------------------------------- | -------------------------------------------- | ---- | --------------------------------------------------------------------------------------- | ---------------------- | ----------------------------------------------------- |
| 1856–1872 |                                        |                                              |      | 18 Schulgebäude im Kreis Bonn mit und ohne Lehrerwohnungen                              | Neubau                 | Entwürfe nach Mustervorlagen der Berliner Bauakademie |
| 1859–1860 | Wachtberg Ortsteil Pech                | Pecher Hauptstraße 50° 39′ 2″ N, 7° 6′ 35″ O |      | Michaelskapelle                                                                         | Neubau                 | Denkmalschutz                                         |
| um 1860   | Bornheim Ortsteile Bornheim und Brenig | Kalkstraße, Stationenweg, Haasbachstraße     |      | 14 Stationen eines Kreuzwegs (Einweihung 1863)                                          | Neubau                 | Denkmalschutz                                         |
| 1863–1866 | Bornheim                               | Königstraße (21) 50° 45′ 39″ N, 6° 59′ 46″ O |      | Evangelische Kirche                                                                     | Neubau                 | Denkmalschutz                                         |
| 1864–1866 | Bornheim                               | Servatiusweg 50° 45′ 42″ N, 6° 59′ 23″ O     |      | Katholische Pfarrkirche St. Servatius                                                   | Neubau                 | Denkmalschutz                                         |
| 1864–1866 | Bornheim Ortsteil Merten               |                                              |      | Pfarrkirche                                                                             | Neubau                 | Entwurf, nicht ausgeführt                             |
| 1866      | Bornheim                               | Königstraße 55                               |      | Synagoge                                                                                | Neubau                 | 1938 zerstört                                         |
| 1868      | Bornheim                               |                                              |      | Neubau von Schulsälen und Anbau der Alten Schule zu Lehrerwohnungen in Bornheim (s. o.) | Neubau und Erweiterung |                                                       |

## Schriften
- Über Anfertigung von Entwürfen zum Neubau evangelischer Kirchen. Aurel Frühbuss (P. Bollig’s Buchhandlung), Köln 1866.